# Лучшие друзья навсегда
«Лучшие друзья навсегда» (англ. Best Friends Forever) — эпизод 904 (№ 129) сериала «Южный Парк». В 2005 году он получил награду «Эмми» в номинации «Выдающаяся анимационная программа длительностью меньше одного часа»; позже эпизод попал на специальное DVD-издание South Park: The Hits. Его основная тема — споры вокруг отключения Терри Шайво от систем жизнеобеспечения. Премьера эпизода состоялась 30 марта 2005 года, за день до смерти Терри.

## Сюжет
Кенни первым в школе достал новую игровую консоль PSP и теперь не отрывается от неё ни на минуту. Картман, которому не досталась PSP, страшно завидует. Кенни быстро добирается до 59-го уровня игры «Рай против ада»; когда его родители начинают ругаться, Кенни выходит на улицу, чтобы там спокойно поиграть. Как только он переходит на 60-й уровень, его сбивает фургон с мороженым (водитель отвлёкся от дороги, играя в ту же игру и как раз выходя на четвёртый уровень).
В раю Кенни узнаёт, что PSP была создана богом, чтобы выявить «нашего Киану Ривза» — человека, способного командовать ангельскими силами в бою против ада, как в игре. Но врачам внезапно удаётся реанимировать Кенни. Его клиническая смерть длилась целый день, так что у него случились необратимые повреждения мозга; он не может говорить и вообще совершать какие-либо сознательные действия. Кормят его через трубку, с помощью аппарата искусственного питания.
Процедура чтения завещания Кенни, по которому Картман получает PSP (Кенни его пожалел, понимая, что, кроме матери, его никто не любит и он закончит жизнь в одиночестве и грязи), а Стэн и Кайл — всё остальное, прервана сообщением о том, что Кенни всё ещё жив. Юрист отмечает, что у Кенни были пожелания на случай, если он впадёт в кому, но последняя страница завещания потерялась.
Армия Сатаны подходит всё ближе. Ангелам нужно, чтобы Кенни умер, иначе им не выиграть битву Апокалипсиса, поскольку армия ангелов — 10 тысяч воинов, а армия Сатаны — 10 миллиардов. Тем временем Картман отправляется в Верховный суд Колорадо, заявляет, что они с Кенни — «лучшие друзья навсегда», и предъявляет медальон в виде половинки разбитого сердца — у Кенни обнаруживают вторую половинку. В результате Картман получает предписание отключить аппарат искусственного питания. Кайл, Стэн, родители Кенни и многие другие протестуют. Миссис Гаррисон даже пытается пронести в больницу еду для Кенни. Подключается пресса. У Картмана тоже находятся сторонники.
Спор, разгоревшийся в палате Кенни, транслируется в прямом эфире. Внезапно появляется юрист и объявляет, что нашёл последнюю страницу завещания Кенни. Там сказано: «Если я когда-нибудь окажусь в коме, пожалуйста, ради Бога, не показывайте меня в таком состоянии по телевизору». Спорщики понимают, что обе стороны совершенно не заботились о желаниях самого Кенни. Они оставляют его спокойно умирать (хотя об этом Кенни ничего в завещании не писал).
Кенни возвращается в рай как раз вовремя и командует ангельскими силами с помощью золотой PSP. Сама битва не показана, в конце концов силы Сатаны разбиты, уцелело всего несколько ангелов, они из последних сил радуются и пляшут, а Кенни получает награду за спасение рая — золотую статую Киану Ривза.

## Смерть Кенни
В этой серии Кенни умер дважды. Сначала его сбил фургон, потом врачи отключили его от аппарата искусственного питания. Впервые за 4 года Кенни умирает вторую серию подряд (последний раз такое было в эпизодах пятого сезона «Приходят соседи» и «Кенни умирает»).

## Тема эпизода
Тереза Мария «Терри» Шайво (3 декабря 1963 — 31 марта 2005) — женщина из штата Флорида, вокруг судьбы которой велись споры в судах и в прессе США. В 1990 году у неё был сердечный приступ, повлёкший необратимые изменения коры головного мозга. 10 недель она оставалась в коме. Через 3 года ей был поставлен диагноз «постоянное вегетативное состояние».
В 1998 году законы позволили мужу Терри обратиться в суд с просьбой отключить её аппарат искусственного питания. Родители Терри были против. Суд постановил, что Терри была в псевдокоме, и следует дать ей умереть. В 2003 году случай привлёк внимание общественности.
Несмотря на протесты, суды всех инстанций приняли одинаковое решение — Терри Шайво находится в псевдокоме и пожелала бы умереть, если бы могла принимать решения. Наконец 18 марта 2005 года её отключили от аппарата искусственного питания, а через 13 дней она умерла в хосписе, в возрасте 41 года.
Эпизод имеет целый ряд пересечений с историей реальной Шайво. Так, родители Шайво говорили, что, судя по одному выражению лица, она узнавала людей, находящихся рядом. Большинство неврологов, обследовавших её, утверждали, что её поведение было рефлекторным или инстинктивным. Миссис Маккормик также упоминает, что будто бы видит, как лежащий в коме Кенни улыбается.
Эпизод «Лучшие друзья навсегда» в 2005 получил премию Эмми в номинации «Лучшая анимационная программа». Эта награда стала первой для «Южного Парка» и четвёртой — для анимационной программы (вслед за «Симпсонами», «Царём горы» и «Футурамой»).

## Пародии
- Эпизод содержит намёки на «Властелина колец». Так, стеклянный шар Сатаны — копия палантира Сарумана, райские врата намерено сделаны похожими на Минас-Тирит, а армия Сатаны напоминает армии орков из фильмов. К тому же в ходе сражения архангел Михаил говорит, что битва «в 10 раз круче», чем финальная битва из «последнего Властелина колец».

- Новый советник Сатаны — это пародия на Гнилоуста из «Властелина колец», хотя Сатана зовёт его Кевином. Внешне этот персонаж также похож на Палпатина из «Звёздных войн».

- Также обыгрывается то, что Киану Ривз известен своими ролями «спасителей»: Нео из трилогии Матрица, Джон Константин из Константин: Повелитель тьмы. Сатана, узнав о том, что в рядах войск Рая появился собственный Киану Ривз, пытается отменить наступление, не видя в нём больше никакого смысла.

## Факты
- Многие зрители недоумевали, каким образом бедный Кенни смог купить PSP. Создатели сериала и сами не знают — этот вопрос многократно задавался на официальном сайте, и ответа на него, согласно Мэтту Стоуну, не существует[2].